# Monfero
Monfero és un municipi de la província de la Corunya a Galícia. Pertany a la Comarca do Eume.
| 5.715 | 6.473 | 6.530 | 3.587 | 2.490 |
| Fonts: INE i IGE (Els criteris de registre censal variaren i les dades de l'INE i de l'IGE poden no coincidir.) |       |       |       |       |

## Parròquies
- O Alto de Xestoso (Santa María)
- Queixeiro (San Xurxo)
- San Fiz de Monfero (San Fiz)
- Santa Xiá de Monfero (Santa Xiá)
- Taboada (Santa Mariña)
- O Val de Xestoso (San Pedro)
- Vilachá (Santa María)